# Gedekte pijp
Een gedekte pijp is een orgelpijp waarop een deksel is gemonteerd. Dit deksel zorgt voor een verlaging van de voortgebrachte toon met 1 octaaf. Een orgelpijp van 4 voet met deksel klinkt als een 8 voets pijp zonder deksel. Dit deksel wordt ook wel hoed genoemd. Gedekte pijpen klinken grondtoniger dan open pijpen. Ook zijn vaak houten pijpen gedekt. Samen met de sterke grondtonen zijn ze daardoor erg draagkrachtig.
Er zijn ook halfgedekte pijpen. Deze hebben een klein buisje (z.g. "roer") in de hoed, waardoor ze eveneens een octaaf lager klinken, maar ook sterk hun (kwint)boventonen laten horen.

De eerste drie trillingen in een gedekte pijp. (De horizontale as is de druk.)

## Toonhoogte
Een gedekte pijp heeft bij benadering een frequentie van
{\displaystyle f={nv \over 4L}}.
Hieronder een preciezere vergelijking, hierin is ook rekening gehouden met de invloed die de diameter van de pijp op de frequentie uitoefent:
{\displaystyle f={nv \over 4(L+0.4d)}}.
Een gedekte pijp produceert alleen oneven boventonen: f, 3f, 5f, enzovoorts, dus "n" in bovenstaande vergelijkingen is een oneven nummer.
Aliquot · Bourdon · Chamadewerk · Cornet · Cymbelster · Dulciaan · Fluit · Gedekt · Grondstem · Hobo · Holpijp · Mixtuur · Nachtegaal · Prestant · Roerfluit · Salicionaal · Strijkers  · Subbas · Tolkaan · Voix céleste · Vulstem